# Elymocaris
Elymocaris is een geslacht van uitgestorven kreeftachtigen uit de klasse van de Malacostraca (hogere kreeftachtigen).

## Soorten
- Elymocaris capsella Hall & Clarke, 1888 †
- Elymocaris siliqua Beecher, 1884 †